# Piercia zoarces
Piercia zoarces là một loài bướm đêm trong họ Geometridae.